# Festival Internacional de Cine de Cannes de 1966
La 19.ª edición del Festival Internacional de Cine de Cannes se desarrolló entre el 5 al 25 de mayo de 1966.  Se concedió un premio especial para celebrar el 20º aniversario del Festival. La Palma de Oro fue otorgada a Signore e signori de Pietro Germi, junto a Un homme et une femme de Claude Lelouch. El festival se abrió con Modesty Blaise, dirigido por Joseph Losey y se cerró con Faraon, dirigido por Jerzy Kawalerowicz.

## Jurado

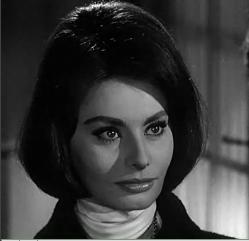
Sophia Loren, presidenta del jurado

Las siguientes personas fueron nominadas para formar parte del jurado de la competición principal en la edición de 1966:
- Sophia Loren (Italia) Presidenta
- Marcel Achard (Francia)
- Vinicius de Moraes (Brasil)
- Tetsuro Furukaki (Japón) (escritor)
- Maurice Genevoix (Francia)
- Jean Giono (Francia)
- Maurice Lehmann (Francia)
- Richard Lester (GB)
- Denis Marion (Bélgica)
- André Maurois (Francia)
- Marcel Pagnol (Francia)
- Yuli Raizman (URSS)
- Armand Salacrou (Francia)
- Peter Ustinov (GB)

Cortometrajes
- Mark Turfkhuyer (Bèlgica) (periodista) Presidente
- Charles Duvanel (Suiza)
- Charles Ford (Francia) (escritor)
- Marcel Ichac (Francia)
- Jean Vivie (França) (funcionario del CST)
- Bo Widerberg (Suecia)

## Selección oficial
Las siguientes películas compitieron por la Palma de Oro:

### En competición – películas
- Alfie de Lewis Gilbert
- L'armata Brancaleone de Mario Monicelli
- Cenizas de Andrzej Wajda
- Signore e signori de Pietro Germi
- Campanadas a medianoche de Orson Welles
- Doctor Zhivago de David Lean
- Pajaritos y pajarracos de Pier Paolo Pasolini
- Barev, yes em de Frunze Dovlatyán
- A Hora e a Vez de Augusto Matraga de Roberto Santos
- Sult de Henning Carlsen
- Es de Ulrich Schamoni
- Lenin en Polonia de Serguéi Yutkévich
- Mademoiselle de Tony Richardson
- Un hombre y una mujer de Claude Lelouch
- Modesty Blaise de Joseph Losey
- Morgan, un caso clínico de Karel Reisz
- La Religieuse de Jacques Rivette
- Ön de Alf Sjöberg
- Faraon de Jerzy Kawalerowicz
- Dýmky de Vojtěch Jasný
- Răscoala de Mircea Mureșan
- Szegénylegények de Miklós Jancsó
- Seconds de John Frankenheimer
- Con el viento solano de Mario Camus
- Der junge Törless de Volker Schlöndorff

### Cortometrajes en competición
Los siguientes cortometrajes competían para la Palma de Oro al mejor cortometraje:
- Alberto Giacometti de Ernst Scheidegger y Peter Munger
- Bruegel et la folie des hommes - dulle griet de Jean Cleinge
- Le Chant du monde de Jean Lurcat de Pierre Biro y Victoria Mercanton
- Cislice de Pavel Prochazka
- The Dot and the Line de Chuck Jones
- The Drag de Carlos Marchiori
- Équivoque 1900 de Monique Lepeuve
- De Gewonde de Theo Van Haren Noman
- Miejsce de Edward Sturlis
- Muzikalno prase de Zlatko Grgic
- Nô de Eiji Murayama
- Reflections on Love de Joe Massot
- Les Rendez-vous de l'été de Jacques Ertaud y Raymond Zumstein
- Skaterdater de Noel Black
- L'Urlo de Camillo Bazzoni

## Secciones paralelas

### Semana Internacional de la Crítica
Las siguientes películas fueron elegidas para ser proyectadas en la Semana de la Crítica (5º Semaine de la Critique):
- La Noire de... de Ousmane Sembene (Francia/ Senegal)
- Bloko d'Ado Kyrou (Grecia)
- Gyerekbetegségek de Ferenc Kardos, János Rózsa (Hungría)
- Každý den odvahu de Evald Schorm (Checoslovaquia)
- O desafio de Paulo Cezar Saraceni (Brasil)
- Fata morgana de Vicente Aranda (España)
- Čovek nije tica de Dusan Makavejev (Yugoslavia)
- Nicht versöhnt de Jean-Marie Straub (RFA)
- Le Père Noël a les yeux bleus de Jean Eustache (Francia)
- Winter Kept Us Warm de David Secter (Canadà)

## Palmarés

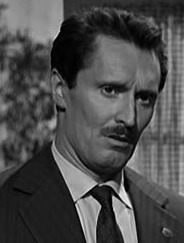
Pietro Germi, ganador del Grand Prix

Los galardonados en las secciones oficiales de 1966 fueron:
- Grand Prix du Festival International du Film: 
  - Signore e signori de Pietro Germi
  - Un homme et une femme de Claude Lelouch
- Gran Premio del Jurado:  Alfie de Lewis Gilbert
- Mejor director: Serguéi Yutkévich por Lenin en Polonia (Lenin v Polshe)
- Premio a la interpretación masculina: Per Oscarsson por Sult
- Premio a la interpretación femenina: Vanessa Redgrave por Morgan, un caso clínico
- Premio del 20º Aniversario: Campanadas a medianoche de Orson Welles
- Premio especial del Jurado: Ukamau de Jorge Sanjines
- Mejor primer trabajo: Răscoala de Mircea Mureșan
- Palma de Oro al mejor cortometraje: Skaterdater de Noel Black
- Gran premio técnico: Skaterdater de Noel Black

### Premios independentes
- Premios FIPRESCI[10]ː  Der junge Törless de Volker Schlöndorff
- Mención especial: Campanadas a medianoche de Orson Welles

Commission Supérieure Technique
- Gran Premio Técnico: Campanadas a medianoche de Orson Welles

Premio OCIC
- Un homme et une femme de Claude Lelouch
- Mención especial: Totò, por su carrera

## Ceremonias
- Datos: Q897591